# Franco Campidonico
Franco Campidonico (Civitavecchia, 31 luglio 1950) è un ex calciatore italiano, di ruolo libero o centrocampista. Anche suo fratello maggiore Ezio fu calciatore, con un passato nella Lazio.

## Carriera
In carriera ha disputato un campionato di Serie A, nella stagione 1976-1977, con la maglia del Genoa, collezionando 7 presenze, oltre alla stagione 1968-1969 trascorsa nelle file della Juventus, senza scendere in campo in incontri di campionato.
Ha invece disputato 5 campionati di Serie B, con le maglie di Taranto e Genoa, totalizzando complessivamente 123 presenze e 6 reti, e vincendo il campionato cadetto nell'annata stagione 1975-1976. Ha conquistato inoltre una promozione in Serie B nella stagione 1978-1979 con il Como.

## Palmarès

### Club

#### Competizioni nazionali
- Campionato italiano di Serie B: 1

Genoa: 1975-1976
- Serie C1: 1

Como: 1978-1979
- Serie C2: 1

Pavia: 1983-1984